# 화좡역 (베이징시)
화좡역(중국어: 花庄站)은 베이징시 퉁저우구 원징 가도 화좡 마을 다가오리좡로에 위치한 베이징 지하철 7호선과 베이징 지하철 바퉁선의 환승역이다. 두 노선 모두 2019년 12월 28일 개통되었다.

## 역명
인근 화좡 마을(花庄村)의 이름을 따서 제정되었다.

## 역 구조
이 역은 지하 2층 건물로 구성되어 있으며, 지하 1층은 대합실이고 지하 2층은 승강장으로, 서쪽이 7호선의 승강장, 동쪽은 바퉁선 승강장다. 승강장에서 승객은 환승 시 대합실로 올라간 다음 다른 노선의 승강장으로 내려가는 방식으로 환승할 수 있다.

### 층별 구조
| 지면층             | 출입구                          | A-D출입구                                |
| 지하 1층 대합실 층 | 대합실                          | 고객센터, 자동 발권기, 출입문            |
| 지하 2층 승강장    | ←                               | ■ 바퉁선 핑궈위안 방면 (1호선) (투차오)  |
| 지하 2층 승강장    | 섬식 승강장, 왼쪽 출입문이 열림 |                                          |
| 지하 2층 승강장    | →                               | ■ 바퉁선 유니버설리조트 방면 (시·종착역) |
| 지하 2층 승강장    | ←                               | ■ 7호선 베이징 서 방면 (가오러우진)      |
| 지하 2층 승강장    | 섬식 승강장, 왼쪽 출입문이 열림 |                                          |
| 지하 2층 승강장    | →                               | ■ 7호선 유니버설리조트 방면 (시·종착역)  |

## 출구
화좡역에는 A, B, C, D 4개의 출입구가 있다.
|                              |                                                                                                 |                             |      |             |
|                              |                                                                                                 |                             |      |             |
| 출구                         | 지시                                                                                            | 출구 인근                   | 사진 | 무장애 시설 |
| ■ 7호선 ■ 바퉁선 역사와 연결 |                                                                                                 |                             |      |             |
| 出口 · A                     | 다가오리좡로 서측(大高立庄路西侧)                                                               | 장자완 차량단(张家湾车辆段) |      |             |
| 出口 · B                     | 동6환(东六环), 다가오리좡로 동측(大高立庄路东侧), 장차이로(张采路)                              |                             |      | 빈칸        |
| 出口 · C                     | 동6환(东六环), 다가오리좡로 동측(大高立庄路东侧), 타이위위안 북로(太玉园北路), 장차이로(张采路) |                             |      |             |
| 出口 · D                     | 다가오리좡로 서측(大高立庄路西侧)                                                               | 장자완 차량단(张家湾车辆段) |      | 빈칸        |
| 아이콘 설명: 엘리베이터      |                                                                                                 |                             |      |             |